# Кампизио (Ређо Емилија)
Кампизио је насеље у Италији у округу Ређо Емилија, региону Емилија-Ромања.
Према процени из 2011. у насељу је живело 52 становника. Насеље се налази на надморској висини од 37 м.